# Vincenzo Savini
Vincenzo Savini (Teramo, 14 febbraio 1893 – Roseto degli Abruzzi, 12 maggio 1967) è stato un politico italiano.
Militante nel Partito Nazionale Fascista, è stato deputato del Regno d'Italia a partire dalla XVII legislatura, fino alla nomina a consigliere nazionale della Camera dei fasci e delle corporazioni nel 1939. Fu sindaco di Roseto degli Abruzzi e podestà di Teramo dal 1931 al 1935.
A lui è intitolato dagli anni settanta lo stadio comunale di Notaresco (in provincia di Teramo).